# Spalangia shakespearei
Spalangia shakespearei är en stekelart som beskrevs av Girault 1931. Spalangia shakespearei ingår i släktet Spalangia och familjen puppglanssteklar. Inga underarter finns listade i Catalogue of Life.